# Bienvillers-au-Bois
Bienvillers-au-Bois és un municipi francès situat al departament del Pas de Calais i a la regió dels Alts de França. L'any 2007 tenia 604 habitants.

## Demografia

### Població
El 2007 la població de fet de Bienvillers-au-Bois era de 604 persones. Hi havia 244 famílies de les quals 72 eren unipersonals (16 homes vivint sols i 56 dones vivint soles), 80 parelles sense fills, 84 parelles amb fills i 8 famílies monoparentals amb fills.
La població ha evolucionat segons el següent gràfic:
Habitants censats

### Habitatges
El 2007 hi havia 280 habitatges, 253 eren l'habitatge principal de la família, 8 eren segones residències i 19 estaven desocupats. 276 eren cases i 3 eren apartaments. Dels 253 habitatges principals, 222 estaven ocupats pels seus propietaris, 19 estaven llogats i ocupats pels llogaters i 12 estaven cedits a títol gratuït; 1 tenia una cambra, 5 en tenien dues, 28 en tenien tres, 62 en tenien quatre i 157 en tenien cinc o més. 191 habitatges disposaven pel capbaix d'una plaça de pàrquing. A 118 habitatges hi havia un automòbil i a 102 n'hi havia dos o més.

### Piràmide de població
La piràmide de població per edats i sexe el 2009 era:
| Homes | Edats   | Dones |
| ----- | ------- | ----- |
| 0     | 95 o +  | 0     |
| 0     | 90 a 94 | 0     |
| 8     | 85 a 89 | 8     |
| 0     | 80 a 84 | 8     |
| 24    | 75 a 79 | 20    |
| 8     | 70 a 74 | 0     |
| 12    | 65 a 69 | 20    |
| 12    | 60 a 64 | 12    |
| 12    | 55 a 59 | 12    |
| 40    | 50 a 54 | 32    |
| 24    | 45 a 49 | 28    |
| 24    | 40 a 44 | 20    |
| 24    | 35 a 39 | 40    |
| 16    | 30 a 34 | 8     |
| 12    | 25 a 29 | 8     |
| 8     | 20 a 24 | 24    |
| 24    | 15 a 19 | 12    |
| 40    | 10 a 14 | 32    |
| 12    | 5 a 9   | 8     |
| 12    | 0 a 4   | 16    |

## Economia
El 2007 la població en edat de treballar era de 377 persones, 280 eren actives i 97 eren inactives. De les 280 persones actives 255 estaven ocupades (139 homes i 116 dones) i 25 estaven aturades (11 homes i 14 dones). De les 97 persones inactives 37 estaven jubilades, 29 estaven estudiant i 31 estaven classificades com a «altres inactius».

### Ingressos
El 2009 a Bienvillers-au-Bois hi havia 247 unitats fiscals que integraven 615 persones, la mediana anual d'ingressos fiscals per persona era de 17.798 €.

### Activitats econòmiques
Dels 32 establiments que hi havia el 2007, 1 era d'una empresa alimentària, 2 d'empreses de fabricació de material elèctric, 2 d'empreses de fabricació d'altres productes industrials, 5 d'empreses de construcció, 7 d'empreses de comerç i reparació d'automòbils, 1 d'una empresa de transport, 1 d'una empresa d'hostatgeria i restauració, 2 d'empreses financeres, 2 d'empreses de serveis, 5 d'entitats de l'administració pública i 4 d'empreses classificades com a «altres activitats de serveis».
Dels 11 establiments de servei als particulars que hi havia el 2009, 2 eren tallers de reparació d'automòbils i de material agrícola, 2 paletes, 2 guixaires pintors, 1 fusteria i 4 perruqueries.
Dels 2 establiments comercials que hi havia el 2009, 1 era una botiga de menys de 120 m² i 1 una botiga de roba.
L'any 2000 a Bienvillers-au-Bois hi havia 14 explotacions agrícoles que ocupaven un total de 584 hectàrees.

## Equipaments sanitaris i escolars
El 2009 hi havia 1 farmàcia i 1 ambulància.
El 2009 hi havia una escola maternal integrada dins d'un grup escolar amb les comunes properes formant una escola dispersa.

## Poblacions més properes
El següent diagrama mostra les poblacions més properes.